# Москва
 Тази статия е за града в Русия.  За реката вижте Москва (река).  За ракетния крайцер вижте Москва (ракетен крайцер, 1979).
Москва (на руски: Москва, [mɐˈskva]) е столицата и най-населеният град на Русия.
Според преброяването през 2010 г. населението му е 11 503 501 души, а към 1 януари 2023 г. е 13 097 539 души. През 2025 г. населението на града достига 13 274 285 души, а столичната агломерация е населявана от 19 100 000 души. Той е най-големият град в Европа по население и площ, както и пети в света и едно от основните политически, икономически, културни и научни средища на континента. С разширението на територията си на югозапад, проведено на 1 юли 2012 г., градът увеличава площта си 2,5 пъти до 2562 km² (0,01% от територията на Русия), а населението – с близо 340 хил. души. Агломерацията на Москва с население 15,1 милиона (2012) е най-голямата в Европа.
Москва се намира в централната част на Европейска Русия, в Централния федерален окръг, на двата бряга на река Москва. Административен център е на Московска област (без да влиза в нея), като има специален статут на субект на Руската федерация.
Москва е политически, икономически, научен и културен център на Русия, с университети и институти, както и с множество църкви, театри, музеи и галерии. В своята история градът е столица на поредица държави – от средновековното Московско княжество и наследилото го Руско царство до Съветския съюз. В центъра на Москва се намира Кремъл – средновековна крепост, която днес служи за седалище на руския федерален президент и на изпълнителната власт на страната. Кремъл е и един от няколкото обекта на световното наследство в града. Катедралата „Свети Василий Блажени“ на Червения площад край Кремъл с елегантните си куполи е един от най-запомнящите се символи на Москва. В района на града се намират едни от най-високите европейски небостъргачи и внушителните високи здания Седемте сестри, както и 540-метровата Останкинска телевизионна кула, най-високата сграда в Европа. Москва е седалището на Руската православна църква, патриархът живее в Даниловски манастир, а най-голямата руска православна църква е катедралата „Христос Спасител“. 
Руската столица е сред най-скъпите градове в света. Москва е важен туристически център в Русия.

## География

### Разположение
Москва е разположена на едноименната река в Източноевропейската равнина. Около 40 моста пресичат реката и свързващия с Волга канал Москва. Освен тях през града протичат няколко десетки канали и притоци на река Москва, най-големият от които е река Яуза, а повечето от малките са затворени в тръби под улиците. На северозапад, север, изток и югоизток Москва граничи с Московска област, а на югозапад – с Калужка област.
Територията на града през 2010 г. е 2510 km². Основната част от тази площ – 877 km², се намира заобиколена от т. нар. Московска кръгова автомобилна магистрала (Московская кольцевая автомобильная дорога), останалите 204 km² са извън кръговата (околовръстна) магистрала. Диаметърът в направление изток-запад е около 40 km, а в направление север-юг – около 52 km. Средната надморска височина е около 156 m. Най-високата точка в границите на града е местността Теплый Стан с надморска височина 255 m.

### Климат
Климатът на Москва е умереноконтинентален (Dfb по Кьопен) с горещо и сравнително влажно лято и дълга студена зима. Месечното количество на валежите е сравнително равномерно през годината с леко повишение през лятото.
Средните максимални температури през най-горещите месеци юни, юли и август са около 23 °C, но по време на периодичните горещи вълни между май и септември дневните максимални температури често надхвърлят 30 °C, понякога в продължение на една-две седмици. През зимата средномесечните температури падат до −10 °C, макар че има и периоди на затопляне, когато температурата се покачва над 0 °C. Най-високата регистрирана температура е 38,2 °C през юли 2010 г., а най-ниската – −42,2 °C през януари 1940 г. Снежната покривка обикновено се задържа от края на ноември до средата на март.
| Москва (рекорди 1879 – 2009, норма 1971 – 2000) | Москва (рекорди 1879 – 2009, норма 1971 – 2000) | Москва (рекорди 1879 – 2009, норма 1971 – 2000) | Москва (рекорди 1879 – 2009, норма 1971 – 2000) | Москва (рекорди 1879 – 2009, норма 1971 – 2000) | Москва (рекорди 1879 – 2009, норма 1971 – 2000) | Москва (рекорди 1879 – 2009, норма 1971 – 2000) | Москва (рекорди 1879 – 2009, норма 1971 – 2000) | Москва (рекорди 1879 – 2009, норма 1971 – 2000) | Москва (рекорди 1879 – 2009, норма 1971 – 2000) | Москва (рекорди 1879 – 2009, норма 1971 – 2000) | Москва (рекорди 1879 – 2009, норма 1971 – 2000) | Москва (рекорди 1879 – 2009, норма 1971 – 2000) | Москва (рекорди 1879 – 2009, норма 1971 – 2000) |
| Месеци                                          | яну.                                            | фев.                                            | март                                            | апр.                                            | май                                             | юни                                             | юли                                             | авг.                                            | сеп.                                            | окт.                                            | ное.                                            | дек.                                            | Годишно                                         |
| Абсолютни максимални температури (°C)           | 8,6                                             | 8,3                                             | 17,5                                            | 28,0                                            | 33,2                                            | 34,7                                            | 38,2                                            | 37,3                                            | 32,3                                            | 24,0                                            | 13,0                                            | 9,6                                             | 38,2                                            |
| Средни максимални температури (°C)              | −4,9                                            | −3,5                                            | 2,2                                             | 10,8                                            | 18,2                                            | 22,1                                            | 23,2                                            | 21,3                                            | 15,1                                            | 8,1                                             | 0,6                                             | −3,1                                            | 9,2                                             |
| Средни температури (°C)                         | −7,5                                            | −6,7                                            | −1,4                                            | 6,3                                             | 12,8                                            | 17,1                                            | 18,4                                            | 16,4                                            | 10,8                                            | 5,0                                             | −1,6                                            | −5,4                                            | 5,4                                             |
| Средни минимални температури (°C)               | −10,3                                           | −9,9                                            | −4,7                                            | 2,1                                             | 7,4                                             | 12,0                                            | 13,8                                            | 12,0                                            | 7,0                                             | 2,0                                             | −3,7                                            | −7,9                                            | 1,7                                             |
| Абсолютни минимални температури (°C)            | −42,2                                           | −38,2                                           | −32,4                                           | −21                                             | −7,5                                            | −2,3                                            | 1,3                                             | −1,2                                            | −8,5                                            | −16,1                                           | −32,8                                           | −38,8                                           | −42,2                                           |
| Средни месечни валежи (mm)                      | 46                                              | 36                                              | 32                                              | 38                                              | 52                                              | 84                                              | 90                                              | 80                                              | 67                                              | 66                                              | 60                                              | 53                                              | 705                                             |
| Дъждовни дни                                    | 11                                              | 8                                               | 8                                               | 9                                               | 8                                               | 11                                              | 12                                              | 10                                              | 11                                              | 10                                              | 12                                              | 12                                              | 114                                             |
| ----------------------------------------------- | ----------------------------------------------- | ----------------------------------------------- | ----------------------------------------------- | ----------------------------------------------- | ----------------------------------------------- | ----------------------------------------------- | ----------------------------------------------- | ----------------------------------------------- | ----------------------------------------------- | ----------------------------------------------- | ----------------------------------------------- | ----------------------------------------------- | ----------------------------------------------- |
| Източник: pogoda.ru.net и worldweather.org      |                                                 |                                                 |                                                 |                                                 |                                                 |                                                 |                                                 |                                                 |                                                 |                                                 |                                                 |                                                 |                                                 |

### Геология
Москва е разположена приблизително в центъра на източноевропейската плоча върху кристално мазе от гранит-гнайс, което е покрито с покритие от утаечни отлагания (до 1650 m дълбочина). Кората на територията на Москва е представена от утаени, по-рядко магматични и метаморфни скали. Разделът представя седименти от всичките пет епохи – архейски, протерозойски, палеозойски, мезозойски и кайнозойски.

## Природа
По отношение на зеленото пространство Москва е сравнима с най-„зелените“ градове в света – Сидни и Сингапур. В Москва има 436 паркови и зелени площи. Зелените пространства заемат 54,5% от градската площ.
За флората на Москва е написана четири томна енциклопедия. Сред спектъра на жизнените форми в градската флора преобладават многогодишните тревисти растения (56%). Делът на едногодишните е около 2 пъти по-нисък – 27%. Като цяло тревистите растения съставляват около 90% от флората на града. Дърветата, храсталаците, храсталаците, храсталаците и храстите представляват само 10% от флората.
Фауната на Москва е разнообразна. Например в Национален парк „Лосини остров“ се срещат в естествена среда не само катерици, таралежи и зайци, но и по-едри диви животни като дива свиня, лос, петнист елен. Има и хищници – лисица, норка и хермелин. Диви патици и чапли гнездят в горната част на Яуз на Лосини остров, срещат се редки фазани и сиви яребици. От времето на Иван Грозни Лосини остров е под специална закрила – първо като царски ловен парк, а от 1983 г. като естествен национален парк.

## История
Население през XV – XIX век, хиляди души
Население през XX – XXI век, хиляди души

### Утвърждаване като политически център
Първото споменаване на Москва датира от 1147 година, когато според хрониките там се срещат князете Юрий Долгорукий и Светослав Олгович. Тази година условно се приема за година на основаване на града. По това време Москва е незначително градче в отдалечена област с преобладаващо угро-финско население. През 1156 година Юрий Долгорукий, вече велик княз на Киев, построява около Москва дървени стени и ров, заради което по-късно е приеман за основател на Москва.
След оплячкосването през 1237 – 1238, когато монголците изгарят града до основи и избиват жителите му, Москва се възстановява и става столица на полунезависимо княжество. Макар че градът е отново разграбен от монголците през 1293 година, поради изолираното си местоположение той остава встрани от основните направления на техните походи. Възползвайки се от това, поредица амбициозни владетели, започнала с Даниил, най-малкия син на великия княз Александър Невски от династията Рюрикови, превръщат Москва в един от главните политически центрове в руския североизток, наред с Твер и Нижни Новгород.
Хегемонията на Москва е окончателно утвърдена през 1327 година, когато княз Иван Калита нанася поражение на Твер и пренася столицата на великите князе на Владимир-Суздал в Москва. Заедно с това Иван Калита се превръща в главен наместник на владетелите на Златната орда сред съседните руски княжества и получава правото да събира изплащаните на Златната орда данъци. Прекъсвайки руската традиция за подялба на княжествата между наследниците на владетеля, Иван Калита оставя владенията си на своя най-голям син. Наследниците на Иван Калита продължават де се разчитат на подкрепата на монголите и активно се намесват в нейните вътрешни междуособици, което през 1382 година довежда до опожаряването на Москва от Тохтамъш, един от претендентите за престола на Златната орда.

### Столица на Руската държава
През XV век Златната орда се разпада на няколко враждуващи помежду си държави и през 1480 година московският княз Иван III окончателно отхвърля зависимостта си от тях. Въпреки това той успява да запази властта си в руските земи и Москва се превръща в столица на обширна държава. През 1571 година, при управлението на Иван Грозни, градът е превзет от войски на Кримското ханство, които го изгарят напълно, с изключение на Кремъл.
В началото на XVI век и началото на XVII век Москва става арена на вътрешни междуособици, в които се намесват и съседни държави, които са известни като Смутното време. През 1610 г. в града влизат шведски войски, подкрепящи цар Василий Шуйски. След тяхното изтегляне, през 1611 година мястото им е заето от армия на Жечпосполита, които са отблъснати на следващата година.
Установяването на династията Романови през 1613 година довежда до относителна стабилизация, но и през следващите десетилетия Москва е център на значителни безредици – Солния бунт през 1648 година, Медния бунт през 1662 г., Стрелецкия бунт от 1682 г. През 1570 – 1571, 1592 и 1654 – 1656 година градът е силно засегнат от чумни епидемии.
През 1703 г. цар Петър Велики, поставил си за цел модернизацията и отварянето на страната към Европа, започва изграждането на град Санкт Петербург на брега на Балтийско море. През 1712 година столицата на Русия официално е преместена от Москва в Санкт Петербург.

### В Руската империя
Когато Наполеон Бонапарт нахлува през 1812 г., московчани се евакуират и подпалват града на 14 септември. Наполеоновата армия временно заема опожарения град, но гладът, студът и болестите я принуждават да напусне. През януари 1905 г. градът официално се сдобива с градски губернатор и Александър Адрианов става първият официален кмет на Москва.

### Отново столица
След успеха на Октомврийската революция през 1917 г. нейният водач Владимир Ленин, боейки се от чужда интервенция, премества обратно столицата в Москва на 5 март 1918 г.
Като жизненоважен възел от инфраструктурата на СССР Москва, заедно с Ленинград и Киев, е определена за една от трите стратегически цели на германското настъпление през 1941 г. (виж операция Барбароса) През ноември 1941 г. немската група армии „Център“ достига до покрайнините на града и е отблъсната от Червената армия при Московската отбранителна операция.
През 2005 г. градът, вследствие на срив в електроснабдяването, преживява най-голямата енергийна катастрофа в историята на Русия.

## Административно-териториално деление
Териториалните единици на Москва са административни окръзи, райони и селищни общини с имена и граници, определени от правните актове на града.
- Административен окръг – териториална единица на град Москва, образувана за административно управление на съответната територия, включва няколко района или градски селища на Москва. Границите на административния окръг не могат да пресичат границите на районите и градските селища.
- Район – образува се с отчитане на историческите, географските и градоустройствените особености на съответните територии, броя на населението, социално-икономическите характеристики, местоположението на транспортните комуникации, инженерната инфраструктура и други особености на територията.
- Селищна община (на руски поселѐние) – териториална единица на Москва, образувана на територии, включени в състава на Москва по време на проекта за разширяване на територията ѝ от 1 юли 2012 г.

Образуване, преобразуване, именуване и премахване на райони и селищни общини, създаване и изменение на техните граници се осъществява от Московската градска дума по предложение на кмета на Москва, а на административните окръзи – от кмета на Москва.
В административно-териториално отношение град Москва се дели на 12 административни окръга: 
1 – Централен, 
2 – Северен, 
3 – Североизточен, 
4 – Източен, 
5 – Югоизточен, 
6 – Южен, 
7 – Югозападен, 
8 – Западен, 
9 – Северозападен, 
10 – Зеленоградски, 
11 – Новомосковски, 
12 – Троицки. 
Последние три са разположени напълно извън Околовръстния път (МКАД).
Административните окръзи (с изключение на Новомосковския и Троицкия) са разделени на райони – общо 125 района в Москва. Няколко района и части от райони на Москва са анклави. Зеленоградският административен окръг е анклав: отвсякъде е заобиколен от територията на Московска област, на югоизток граничи с градския окръг Химки, във всички останали посоки – със Солнечногорски района на Москва. Окръзите се управляват от окръжни префектури, а районите – от районни управи.
Новомосковски и Троицки административни окръзи са създадени от 1 юли 2012 година, след разширяване територията на Москва. Те се състоят от общо 21 нови териториални единици на Москва, наречени селищни общини. В границите на тези селищни общини съществуват такива вътрешноградски общински образувания като селище (19) и градски окръг (2 – Троицк и Шчербинка). Окръзите се управляват от обща префектура.
| Административен окръг | Площ (km2) | Население (2018 г.) | Райони | Селищни общини | Други селища в адм. окръзи    |
| --------------------- | ---------- | ------------------- | ------ | -------------- | ----------------------------- |
| 1.Централен           | 66,18      | 769 630             | 10     |                |                               |
| 2.Северен             | 113,73     | 1 160 576           | 16     |                |                               |
| 3.Североизточен       | 101,88     | 1 415 283           | 17     |                |                               |
| 4.Източен             | 154,84     | 1 507 198           | 16     |                |                               |
| 5.Югоизточен          | 117,56     | 1 385 385           | 12     |                |                               |
| 6.Южен                | 131,77     | 1 776 789           | 16     |                |                               |
| 7.Югозападен          | 111,36     | 1 427 284           | 12     |                |                               |
| 8.Западен             | 153,03     | 1 368 731           | 13     |                |                               |
| 9.Северозападен       | 93,28      | 990 696             | 8      |                |                               |
| 10.Зеленоградски      | 37,20      | 239 861             | 5      |                |                               |
| 11.Новомосковски      | 361,36     | 216 709             |        | 11             | гр. Московски, гр. Шчербинка  |
| 12.Троицки            | 1084,34    | 122 522             |        | 10             | гр. Троицк, раб. сел. Киевски |
| Общо град Москва      | 2526,53    | 12 506 468          | 125    | 21             |                               |

## Официална символика
Гербът, знамето и химнът на Москва са официално утвърдените символи на града.
Гербът и знамето на Москва представляват тъмночервен хералдически щит на правоъгълно платно с изображение на конник – свети Георги Победоносец, поразяващ черна змия.
Химн на град Москва е музикално-поетично произведение, създадено въз основа на песента на Дунаевски по стихове на Лисянски и Агранян „Моята Москва“.

## Икономика
В Москва са концентрирани близо 24% от БВП на Русия, като БВП на самия град е около 340 млрд. щ.д. за 2008 година. Москва има и най-ниската безработица в цяла Русия, под 1% за 2010 г., сравнено със 7% за страната. Средната работна заплата на московчани е 41 600 рубли (1320 долара), почти два пъти средната работна заплата за цяла Русия (25 600 рубли, или 810 долара), и е на 4-то място от всички федерални субекти по този показател.
В Москва са разположени главните квартири на редица големи корпорации, включително и на най-голямата руска компания – Газпром. Тук се осъществяват 17% от всички продажби и 13% от цялата строителна дейност в страната.
Т.нар. Московско сити или официално Московски международен делови център – ММДЦ Москва Сити е символ на икономическия подем на Русия в последните години. Това е новостроящ се район в западната част на града, на Краснопресненска крайбрежна (Краснопресненская набережная). На територия с обща площ от около 1000 хка (1 km²) активно се провежда строителството на комплекс от небостъргачи с предназначението да бъде създадена зона, обединяваща бизнес, жилищна част и развлечения. Компанията, управляваща създаването и развитието на комплекса е акционерното дружество „Сити“, създадено с активната подкрепа на градската управа на Москва през 1992 г. Амбициите на консорциума „Сити“ са ММДЦ „Москва Сити“ да построи най-високите сгради в Европа, а комплексът да се превърне в най-големия търговски център в света.

## Култура
Москва е сърцето на руските сценични и изящни изкуства. Градът е осеян с театри за драма, опера и балет, сред които най-известен е Болшой театър. По времето на Съветския съюз цените на билетите са били на стойност до няколко долара, но са претърпели сериозно повишение оттогава. Централната крепост Кремъл с Оръжейната палата (с музей и прочутия Алмазен фонд), както и Храмът „Свети Василий Блажени“ са емблематични за Москва.

В колекциите на Третяковската галерия и Музея за изобразително изкуство „А. С. Пушкин“ са събрани световни и руски шедьоври. В Москва се намира и Руската държавна библиотека, най-голямата в страната. Новодевическият манастир със своята уникална архитектура от XVI век, който от 2004 г. е част от Световното културно наследство на ЮНЕСКО, е задължителна спирка в туристическите обиколки на града.
Въпреки че по-малко от една четвърт от руснаците живеят в селски райони, московчани, подобно на другите градски жители, са привързани към природата. Много от тях живеят в провинциални вили (наречени дачи) през почивните дни и празниците. Дачата също служи като място за отдих на възрастните и пенсионерите. В Москва са разположени и много паркове и градини. Московският зоопарк е разположен в центъра на града и разполага с над 6000 животни.
Следвоенните години са белязани със сериозна жилищна криза, разрешена с изграждането на големи панелни жилищни блокове и комплекси. Около 13 000 от тези стандартизирани блокове приютява повечето от московските жители. Това са сгради с височина от 9, 12, 17 или 21 етажа. Апартаментите са приготвяни и частично сглобявани в заводи преди да бъдат монтирани в цялостни сгради. Популярният в съветската епоха комичен филм „Ирония на съдбата“ осмива този еднообразен и бездушен начин на строителство.

## Транспорт

### Улици
Уличната мрежа на Москва има радиална структура – радиални пътища, събиращи се в центъра на града край Кремъл, и няколко концентрични пръстена. Най-вътрешният от тях, Булварное Колцо, е построен на мястото на вътрешната крепостна стена от XVI век. Булварное Колцо не образува пълен пръстен, прекъсвайки между църквата „Христос Спасител“ и река Яуза. Вторият пръстен, Садовое Колцо, също следва разположението на крепостна стена от XVI век. Трети транспортен пръстен е завършен през 2005 г. като скоростна магистрала, а Четвърти транспортен пръстен, също с магистрални габарити, е в процес на строителство. Най-външният пръстен, който служи също и за граница на по-голямата част от града, е Московският околовръстен автомобилен път.

### Метро
Радиално разположение имат и трасетата на Московското метро. То е второто най-натоварено метро в света след токийското, и има обща дължина на линиите от 414 km. Има 14 линии с общо 241 станции. Всяка една от линиите се идентифицира с цифра, име и цвят. При гласовото анонсиране се използва името на линията, докато при разговорната реч се използват предимно цветовете на линиите, с изключение на линия 10 (Люблинская) и линия 11 (Каховская); линия 4 (Филевская) и линия Л1 (Бутовская), които са оттенъци на основен цвят.
Повечето линии минават радиално през града, с изключение на Колцевая (Кръговата), която представлява 20-километров пръстен, позволяващ връзка между всички други линии, и Каховская, състояща се от три станции, които до 1995 г. са били в състава на линия Замоскворецкая и линия Бутовская.
Интересното при московския метрополитен е, че по която и линия да се движи човек, може много лесно да определи посоката според гласа на анонсиращия станциите. По кръговата линия 5, ако мъжки глас обявява имената на станциите – влакът се движи по посока на часовниковата стрелка. Ако гласът е женски, то влакът се движи в обратна на часовниковата стрелка посока. При радиалните линии, ако се движи към центъра на града, имената на станциите се обявяват от мъж, ако се движи от центъра към покрайнините, гласът е женски.

## Туризъм
Значителна роля в икономиката на града е туристическия бизнес, свързани с приемането на гости от Русия и други страни, както и свързаните с икономическа дейност в сектора на услугите. Всяка година на посещение в Москва за повече от четири милиона туристи, повечето гости са от Германия, САЩ, Китай, Великобритания, Франция, Турция, Италия, Израел, Япония и Испания. Традиционно се посещава от много български туристи. В началото на 2007 година от всеки 10 чужденци, влизащи Русия с туристическа цел, 7 души са дошли в Москва.
Сред най-посещаваните обекти са:
- Останкинска телевизионна кула. Най-високата сграда в Европа – 540 метра.
- Изложба на постиженията на националната икономика (ВДНХ), преименувана на Всеруски изложбен център. Намира се в Североизточна Москва. Включва парк „Останкино“, Ботаническа градина, множество паметници и фонтани, с обща площ над 5200 декара, от която 134 декара е застроена с павилиони.[30][31]

- Седемте сестри – 7 високи многоетажни здания със сходна архитектура, известни като „Сталински небостъргачи“ (Сталинские высотки):

- - Главно здание на Московския държавен университет на Врабчевите хълмове (Воробьёвы горы)
  - Жилищна сграда на Кудринския площад
  - Жилищна сграда на Котелническа крайбрежна улица
  - Административно-жилищна сграда в близост до „Червената порта“
  - Сграда на Министерството на външните работи
  - Хотел „Украйна“
  - Хотел „Ленинградская“

- Парк-резерват Коломенское – дворцова резиденция от XVI – XVIII век в южна Москва с реставриран дървен царски дворец, множество църкви, палати и павилиони в паркова територия.[32]

## Спорт
В Москва се намира най-големият стадион в Русия – Лужники. По-известните московски спортни отбори са: ЦСКА, Спартак, Динамо, Локомотив и Торпедо. Във футбола най-титулуваният футболен отбор е Спартак. Червено-белите имат 9 титли на страната. През 2005 година ЦСКА Москва печели купата на УЕФА. „Армейците“ имат и най-силният баскетболен отбор в страната. Те са печелели Евролигата 6 пъти и имат 17 титли на Русия.
Стадион „Лужники“ е с капацитет 80 000 души, а стадион „Спартак“ за 47 000 души. Реконструирани са за Световното първенство по футбол „Русия 2018“ съответно за 360 млн. евро. и 210 млн. евро.

## Други
На Москва е наречена улица „Московска“ в Центъра на София (Карта).

## Галерия
- Холандска карта на Москва от средата на XVII в.
- Червения площад в началото на XIX век, художник: Ф. Алексеев
- Улица Арбат през 1890-те години
- Общ вид на Москва, 1900-те години
- Обсадата на Москва, 1941 г.
- Отбелязване на 30-годишнината от Деня на победата, 9 май 1975 г.
- Москва Сити
- Поглед към Нови Арбат
- Московски международен бизнес център
- Улица Арбат в наши дни
- Входът на Централен парк за култура и отдих „Горки“